# Nikolái Komarov (botánico)
Nikolái Fiódorovich Komarov (translitera del cirílico ruso: Николай Фёдорович Комаров) (1901-1942) fue un botánico, y geobotánico ruso.
- La abreviatura «N.F.Kom.» se emplea para indicar a Nikolái Komarov como autoridad en la descripción y clasificación científica de los vegetales.[2]